# Halleluhwah
Pour les articles homonymes, voir Alléluia (homonymie).
Pistes de Tago Mago
Oh Yeah Augmn
Halleluhwah est une chanson du groupe allemand Can, et apparaît sur l'album Tago Mago (1971). Le morceau est régulièrement repris par Damo Suzuki lors de ses tournées.

## Musique et textes
Pour le journaliste Joe McGlinchey, Halleluhwah contient des éléments de la « marque de fabrique » du son de Can : « le chant de Damo Suzuki, qui passe sans prévenir d'un doux gémissement à des cris agressifs ; le jeu méditatif de Jaki Liebezeit et les manipulations d'Holger Czukay ». Le morceau se focalisent surtout sur un groove répétitif, remarquablement mis en place par une synchronisation parfaire entre basse et batterie. Le morceau est surtout reconnu pour le jeu de Liebezeit, qui impose pendant plus de 18 minutes un rythme puissant et répétitif. Enfin, le texte, écrit par Suzuki, serait une référence à la perte d'un proche, comme un frère par exemple, le terme "brother" étant répété plusieurs fois dans la chanson.

## Anecdotes
- Le vinyle original anglais contient une erreur de typographie, Halleluhwah étant orthographié en "Hallelujah".

## Personnel
- Holger Czukay - basse, enregistrement, montage
- Michael Karoli - guitare
- Jaki Liebezeit - batterie
- Irmin Schmidt - claviers
- Damo Suzuki - chant